# Vlag van Oude-Tonge

Vlag van de gemeente Oude-Tonge
(tot 1966)

De vlag van Oude-Tonge is nooit officieel vastgesteld als gemeentevlag van de Zuid-Hollandse gemeente Oude-Tonge, maar werd wel als zodanig gebruikt. De vlag zou als volgt kunnen worden omschreven:
Drie banen van gelijke hoogte in groen, wit en groen.
De vlag is gelijk aan de tekening op het schild van het gemeentewapen. Dat is die van de heerlijkheid Grijsoord. Wellicht had dat te maken met het feit dat Rotterdam precies dezelfde vlag voert.
Op 1 januari 1966 ging Oude-Tonge op in de gemeente Oostflakkee. De vlag kwam daardoor als gemeentevlag te vervallen. Sinds de opheffing van Oostflakkee op 1 januari 2013 valt Oude-Tonge onder de gemeente Goeree-Overflakkee.

## Dorpsvlag

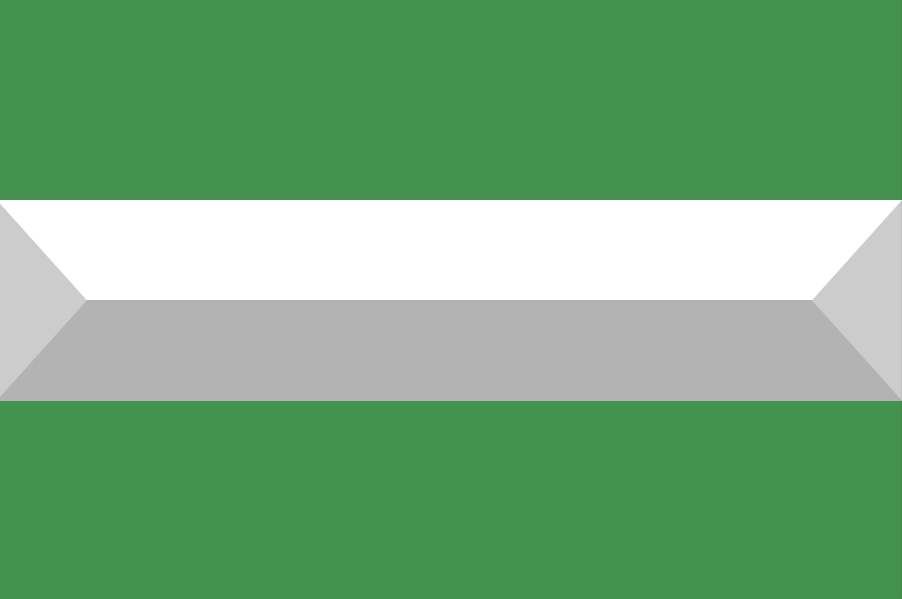
Dorpsvlag van Oude-Tonge

De dorpsvlag die is ingevoerd lijkt op het eerste gezicht dezelfde vlag te zijn, maar de witte baan is met een schaduweffect geslepen, net als de dwarsbalk op het wapen. Een van de voordelen hiervan is dat er, hoewel het slecht is, een verschil is gemaakt ten opzichte van de vlag van Rotterdam. Deze vlag is op 12 oktober 2019 in gebruik genomen.

## Verwante afbeeldingen

Het wapen van Oude-Tonge

Alkemade 
· Ameide 
· Ammerstol 
· Arkel 
· Asperen 
· Benthuizen 
· Bergambacht 
· Bergschenhoek 
· Berkel en Rodenrijs 
· Bernisse 
· Binnenmaas 
· Bleiswijk 
· Bleskensgraaf en Hofwegen
· Bodegraven 
· Boskoop
· Brielle 
· Cromstrijen 
· De Lier 
· Delfshaven 
· Dirksland 
· Everdingen 
· Geervliet 
· Giessenburg 
· Giessenlanden
· Goedereede 
· Goudswaard 
· Graafstroom 
· 's-Gravendeel 
· 's-Gravenzande 
· Groot-Ammers
· Hagestein 
· Haastrecht 
· Hazerswoude 
· Heenvliet 
· Heerjansdam 
· Hei- en Boeicop
· Heinenoord
· Hellevoetsluis 
· Hillegersberg
· Jacobswoude
· Kamerik
· Korendijk
· Koudekerk aan den Rijn
· Krimpen aan de Lek
· Langerak
· Leerdam
· Leidschendam
· Leimuiden
· Lexmond
· Liemeer
· Liesveld
· Maasland
· Middelharnis
· Mijnsheerenland
· Moerhuizen
· Moerkapelle
· Molenwaard
· Monster
· Moordrecht
· Naaldwijk
· Nederlek
· Nieuw-Beijerland
· Nieuwerkerk aan den IJssel
· Nieuw-Lekkerland
· Nieuwpoort
· Nieuwveen
· Noordwijkerhout
· Nootdorp
· Numansdorp
· Oostflakkee
· Oostvoorne
· Oud-Alblas
· Oud-Beijerland 
· Oude-Tonge 
· Oudenhoorn 
· Ouderkerk 
· Ouderkerk aan den IJssel
· Overschie
· Piershil 
· Pijnacker 
· Poortugaal 
· Puttershoek 
· Reeuwijk 
· Rhoon 
· Rijnsaterwoude 
· Rijnsburg 
· Rijnwoude 
· Rockanje 
· Rozenburg 
· Sassenheim 
· Schelluinen 
· Schipluiden 
· Schoonhoven 
· Schoonrewoerd 
· Sommelsdijk 
· Spijkenisse 
· Streefkerk 
· Strijen 
· Ter Aar 
· Valkenburg 
· Vianen 
· Vierpolders 
· Vlist 
· Voorburg 
· Voorhout 
· Warmond 
· Wateringen 
· Westmaas 
· Westvoorne 
· Woerden 
· Woubrugge 
· Zederik 
· Zevenhoven 
· Zevenhuizen 
· Zevenhuizen-Moerkapelle 
· Zuid-Beijerland 
· Zuidland 
· Zwammerdam 
· Zwartewaal
Achthuizen
· Den Bommel
· Dirksland
· Dubbeldam
· Goedereede
· Gouderak
· Heerjansdam
· Herkingen
· Hoek van Holland
· Kaag
· Katwijk
· Kijkduin
· Klaaswaal
· Lekkerkerk
· Lisse
· Maasdam
· Maasland
· Melissant
· Middelharnis
· Nieuwe-Tonge
· Noordeloos
· Ooltgensplaat
· Ouddorp
· Oude-Tonge
· Rijnsburg
· Rockanje
· Scheveningen
· Sommelsdijk
· Stad aan 't Haringvliet
· Stellendam
· Tiengemeten
· Valkenburg
· Wieldrecht